# Diploprora
Diploprora – rodzaj roślin z rodziny storczykowatych (Orchidaceae). Obejmuje dwa gatunki występujące w Azji Południowo-Wschodniej w takich krajach i regionach jak: Andamany, Asam, Bangladesz, południowo-centralne i południowo-wschodnie Chiny, wschodnie Himalaje, Indie, Mjanma, Sri Lanka, Tajwan, Tajlandia, Wietnam, Riukiu. Są to epifityczne rośliny zielne rosnące w lasach na wysokościach 200–1700 m n.p.m.

## Systematyka
Rodzaj sklasyfikowany do podplemienia Aeridinae w plemieniu Vandeae, podrodzina epidendronowe (Epidendroideae), rodzina storczykowate (Orchidaceae), rząd szparagowce (Asparagales) w obrębie roślin jednoliściennych.
Wykaz gatunków
- Diploprora championii (Lindl.) Hook.f.
- Diploprora truncata Rolfe ex Downie